# Eremiaphila persica
Eremiaphila persica är en bönsyrseart som beskrevs av Werner 1905. Eremiaphila persica ingår i släktet Eremiaphila och familjen Eremiaphilidae.

## Underarter
Arten delas in i följande underarter:
- E. p. sjostedti
- E. p. persica